# Perrierina harrisonae
Perrierina harrisonae is een tweekleppigensoort uit de familie van de Cyamiidae. De wetenschappelijke naam van de soort is voor het eerst geldig gepubliceerd in 1935 door Powell.